# Olga Grichina
Pour les articles homonymes, voir Grichina.
Olga Grichina est une coureuse cycliste russe, spécialiste de la piste et sœur d'Oksana Grichina.

## Palmarès[1]

### Championnats du monde
- Bordeaux-Lac 1998
  - 7e de la vitesse

### Coupe du monde
- 1997
  - 1re du 500 mètres à Quatro Sant'Elana
  - 1re de la vitesse à Quatro Sant'Elana
  - 3e du 500 mètres à Athènes
  - 3e de la vitesse à Athènes
  - 3e de la vitesse à Fiorenzuola
- 1998
  - 2e de la vitesse à Victoria
  - 3e du 500 mètres à Berlin
  - 3e du 500 mètres à Hyèress

### Autres
- 1990
  - 3e de la vitesse à GP de Paris[2]
- 1997
  - 7e  de l'Omnium Endurance des championnats d'Europe